# الدوري الفنزويلي الممتاز 1977
الدوري الفنزويلي الممتاز 1977 هو الموسم 57 من الدوري الفنزويلي الممتاز. كان عدد الأندية المشاركة فيه 12، وفاز فيه نادي بورتوغيزا.